# Olivier Langlois
Olivier Langlois est un réalisateur de cinéma et de télévision.

## Biographie
Après des études d'arts plastiques, Olivier Langlois étudie le cinéma à l'INSAS (Bruxelles) et reçoit un Student Academy award à Los Angeles en 1982 pour son film de fin d'études Zone surveillée.
En 1988, il réalise un premier long métrage, Jaune revolver avec Sandrine Bonnaire et François Cluzet, puis se dirige vers la télévision où il débute en 1994 avec la comédie familiale Julie, bientôt 12 ans et demi. Suivront, en 1996, Histoire d'hommes, puis Mes enfants étrangers (1997), Petits Nuages d'été (1998), L'Ami de Patagonie (2002), Le Passage du bac (2002). En 2003, il aborde le film d'anticipation avec la mini-série Virus au paradis, avec Richard Bohringer et Hippolyte Girardot, prix 2003 au Best Tv fiction de Londres.
En 2007, il exprime une nouvelle facette de son talent avec le film psychologique Monsieur Joseph avec dans les principaux rôles Daniel Prévost et Julie-Marie Parmentier, prix du meilleur acteur au Festival de La Rochelle et Prix CNC de la diversité.
En 2008, l'assassinat de la journaliste russe Anna Politkovskaia lui inspire le téléfilm Une femme à abattre, avec Mélanie Doutey dans le rôle-titre (Prix du meilleur scénario au Festival de la fiction TV de La Rochelle 2008). La même année, il réalise le polar La Ballade de Kouski, nommé dans la section création française au FIPA.
En 2010, il revient à la comédie avec 35 kilos d'espoir, d'après le roman d'Anna Gavalda, puis en 2010 il s'intéresse aux minorités au travers du téléfilm Adouna, la vie, le monde tourné au Sénégal.
Son dernier film, également tourné au Sénégal, Les Pirogues des hautes terres, est tout à la fois épique, politique et historique, il dépeint un pan de l'histoire coloniale totalement occulté : la grève des cheminots noirs dans toute l'Afrique de l'Ouest pour réclamer les mêmes droits que leurs homologues blancs.

## Filmographie

### Cinéma
- 1981 : Zone surveillée (court métrage) avec Bernard-Pierre Donnadieu et Bernard Graczyk
- 1988 : Jaune revolver avec Sandrine Bonnaire, François Cluzet et Laura Favali

### Télévision
- 1990 : Fleur bleue
- 1993 : Julie, bientôt 12 ans et demi
- 1993 : Les Intrépides
- 1996 : Histoire d'hommes
- 1998 : Mes enfants étrangers
- 1999 : Petits Nuages d'été
- 2000 : Chercheur d'héritiers
- 2002 : L'Ami de Patagonie
- 2002 : Le Passage du bac
- 2003 : Virus au paradis
- 2007 : Monsieur Joseph
- 2008 : Une femme à abattre
- 2010 : 35 kilos d'espoir
- 2011 : Adouna, la vie, le monde
- 2012 : Les Pirogues des hautes terres
- 2014 : Toi que j'aimais tant
- 2014 : Alex Hugo, saison 1 épisode 1 : Comme un oiseau sans ailes
- 2015 : Alex Hugo, saison 2 épisode 2 : La Dame blanche
- 2016 : Alex Hugo, saison 3 épisode 1 : Les Amants du levant
- 2017 : Alex Hugo, saison 4 épisode 1 : Marche ou crève
- 2018 : Alex Hugo, saison 5 épisode 3 : L’étrangère
- 2019 : Alex Hugo, saison 6 épisode 2 : Les racines du mal
- 2020 : Alex Hugo, saison 7 épisode 2 : La fin des temps
- 2021 : Alex Hugo, saison 8 épisode 3 : En terre sauvage
- 2021 : La Mort est dans le pré[1]
- 2022 : Alex Hugo, saison 9 épisode 2 : La part du diable